# 仲津村
仲津村（なかつむら）は、福岡県京都郡にあった村。現在の行橋市の一部にあたる。

## 地理
祓川の下流右岸に位置し、東は周防灘に面していた。

## 歴史

### 沿革
- 1889年（明治22年）4月1日 - 仲津郡馬場村、辻垣村、高瀬村、稲童村、松原村、道場寺村、元永村（一部、字長井）が合併して村制施行し、仲津村が設立[1][2]。
- 1896年（明治29年）4月1日 - 郡の統合により京都郡に所属[1][3]。
- 1914年（大正3年）- 電灯点灯[1]
- 1954年（昭和29年）10月10日 – 京都郡行橋町、蓑島村、今元村、泉村、今川村、稗田村、延永村、椿市村と合併し市制施行して行橋市を新設し廃止された[1][2]。

### 地名の由来
和名類聚抄に記載の仲津郡仲津村による。

## 産業
果樹などの農業。

## 海軍施設
- 1942年（昭和17年）- 松原に築城海軍航空隊開設（築城基地）[1]

## 交通

### 鉄道
- 1897年（明治30年）- 豊州鉄道（現日豊本線）開通。新田原駅開設[1]。

### 道路
- 1933年（昭和8年） - 国道（現国道10号）開通[1]

## 教育
- 1948年（昭和23年）- 稲童に仲津中学校（現：行橋市立仲津中学校）開校[1]。